# 頭條新聞 (香港電台)
《頭條新聞》（英語：Headliner）是香港電台電視部公共事務組製作的個人意見及時事諷刺節目，以輕鬆幽默、嬉笑怒罵方式討論時事，為香港電台電視部的王牌節目，亦被視為香港電台編採自主和新聞自由的象徵；首集於1989年4月4日在亞洲電視本港台首播，之後按季度調配輪流在本港台或者無綫電視翡翠台播放，2016年4月2日因亞視停播而轉由港台電視31繼續播出，並且在2020年6月19日播放最後一集後暫停製作。
本節目有多個環節，例如將時事片段配上歌曲以諷刺時弊，亦有主持人扮演政商各界人物，當中對白充滿諷刺意味，香港特別行政區政府高官是其經常挖苦的對象。本節目的內容及新聞題材選擇，偏向支持泛民主派，節目的政治取向亦引起部份建制派人士和政府高官的不滿，並點名抨擊及不接受節目訪問。在香港電視節目分類法中，本節目属于个人意见节目，因此常涉及敏感的時事題材，時常被中國大陸封鎖；當在無綫電視翡翠台播放時，廣東有線會用預先錄製節目（如《阿媽教落食平D》）覆蓋部分或者全部內容。

## 歷史與發展
《頭條新聞》於1989年4月4日在亞洲電視本港台推出，第一代主持是吳明林與黃志強，通常於星期五或六晚上20:30播出。在獲得一定好評，成為王牌節目後，便固定在無綫。《頭》主持人常在節目揶揄香港政府的施政，因此在1997年香港主權移交後，常被親中共人士批評。2001年10月，《頭》以塔利班暗諷時任行政長官董建華剛發表的《施政報告》為「施捨報告」，董稱這是「低級趣味」，立即引起社會迴響。後來《頭》不再固定在無綫，有時會在亞視播出。箇中原因，外人無從得知，只能不言而喻。
《頭條新聞》在2008年8月1日重回本港台播出。其後有指由2013年3月起，《頭條新聞》固定在無綫電視翡翠台播出，不會再與《警訊》對調。2014年4月25日，《頭條新聞》再度與《警訊》對調，改於本港台播出，結果收視點因慣性收視影響而大幅度下跌。2015年2月13日，《頭條新聞》再回流到翡翠台播放，收視有所回升。
2019年3月23日，《頭條新聞》播放30週年，節目在寶石戲院舉行「頭條30宣講會──做個開心大灣人」活動，除了不同年代監製、編導、主持等台前幕後工作人員出席外，也邀請嘉賓前財政司司長曾俊華、民主黨創黨主席李柱銘、《頭條新聞》前主持盧偉力、香港中文大學前高級講師兼節目主持人歐陽偉豪以及高登音樂台唱作人。節目精華版在3月29日播出，而一小時版節目於3月31日播出。
2019年，節目原定在7月19日播出該季度的最後一集，但由於製作團隊有感《逃犯（修訂）條例》所引起的一連串政治風波仍未平息，決定在節目播出三十年來，首次在宣布该季度完结后再增加三集。而在反修例示威期间，主持羅啟新在节目的《My TV SUFFER》环节内翻唱以相关事件改词的歌曲（如《愛情陷阱》改为《老年陷鄭》)，受到不少观众的好评。
鑑於2020年3月4日通訊事務管理局宣佈撤銷商營免費電視台播放港台節目規定，無綫電視已抽起所有包括《頭條新聞》的港台節目並改播其他節目。自此，《頭條新聞》不會在商營免費電視台播出。同年5月19日，通訊局裁定《頭條新聞》誣衊和侮辱警方，敦促港台嚴格遵守《電視節目守則》，港台之後宣布本季結束後將暫停製作，最後一集於2020年6月19日播出。

## 節目介紹
繁星流動，和你同路…由1989啟播，從不相識開始心接近，《頭條新聞》曾經低趣味、陰陽怪氣，但始終都是以幽默的方法去表逹，節目充滿正能量，難得知心幾經風暴，為著我不退半步，正是大家的支持。——香港電台網站節目介紹

## 節目形式

### 常規版
節目有多個環節，如將時事片段配上歌曲以諷刺時弊、也有吳志森，曾志豪主持的「太后與小豪子」（“太后”原型为慈禧，有时影射林郑月娥）、「逆流大帥」（“大帅”原型为袁世凯，有时影射习近平）及「無品芝麻官」等常設環節（有時候角色會於其他環節出現），在每集最後的環節亦會邀請國際關係學者分析國際時事，亦有由羅啟新主持「My TV SUFFER」環節（模仿廣告/電影橋段或改編歌曲）或由王喜主持的「驚訊」（兩個環節隔週交替播出），亦有「頭條劇場」環節（不定期播出，將時事片段配上電影/港台經典節目片段）。
而過去曾分別邀請時事評論員梁文道和香港國際關係學者沈旭暉負責國際新聞環節，也有由盧偉力飾演的盧科長，古天農飾演的古秘書的環節，諷刺高官問責制產生的種種問題，亦設有尊子漫畫環節，以政治漫畫針砭時弊。

### 迷你版
《頭條新聞迷你版》節目於2008年12月14日至2009年4月19日推出，乃該節目之十分鐘短版本，除第一集外沒有主持。

## 歷任主持
- 吳明林（第一代主持）
- 黃志強（第一代主持）
- 陳毓祥
- 李錦洪
- 陳智華
- 曾迪維
- 林旭華
- 楊吉璽
- 曾迪維
- 張堅庭
- 張笑容
- 陸恭蕙
- 林敏驄
- 古天農
- 盧偉力
- 林超榮
- 林子揚
- 梁文道
- 劉細良
- 陳智遠
- 邵家臻（於2006年8月26日擔任一集主持）
- 林輝（於2006年擔任數集網上版主持）
- 吳志森（飾演太后、大帥、唐僧、有為）
- 曾志豪（飾演小豪子、徐副官、悟空、包豪星）
- 羅啟新（飾演偽經絡、八戒、曾教授、林班長）
- 王喜（客席主持，飾演忠勇毅）
- 王宗堯（於2020年2月14日客串）
- 田北辰（於2020年6月19日客串）

## 爭議

### 被指「陰陽怪氣」
《頭條新聞》節目中主持人經常以幽默對答揶揄香港政府的施政，節目受到建制派人士批評，例如1998年3月（又說1996年1月)，前全國政協委員徐四民曾指該節目「陰陽怪氣」，事件引起爭議。亦有親中共人士指該節目與香港電台角色不符，因香港電台是香港政府轄下的公營電台。

### 被指「低級趣味」
2001年10月，時任行政長官的董建華發表《施政報告》後，《頭條新聞》節目中其中一個環節，主持人以塔利班武裝份子打扮諷刺董建華的《施政報告》為《施捨報告》，諷刺政府的政策小恩小惠，又把政府比喻為塔利班政權。此番言論被董建華批評為「低級趣味」，事件再次引起社會不同聲音的爭議。
一批香港市民于当年10月18日前往香港电台总部抗议此事，称其“恶意攻击香港社会，分化市民”，并认为港台有些人拿政府工资，又“恶意攻击政府，是吃里扒外，浪费公帑”。不过，另一觀點認為《頭條新聞》以嬉笑怒罵方式跟社會、政治、時事人物開一開玩笑，是多元社會的特色，各界應持鼓勵包容的態度，尊重不同的創作及市民的選擇。

### 廣播處長不與主持續約
《頭條新聞》是香港電台編輯獨立重要指標。2010年8月28日，有報導指廣播處長黃華麒因不能接受《頭條新聞》主持批評政府的手法，提出不再與現任主持吳志森和曾志豪續約；民主派立法會議員何秀蘭認為若消息屬實，黃華麒再沒資格做廣播處長，黃華麒應公開交代；而黃華麒則不評論事件。

### 節目被無綫電視抽起
2017年6月30日，無綫電視原定傍晚於翡翠台播放的《頭條新聞》突然抽起，改播國家領導人習近平總書記視察香港片段及風水節目《順峰順水》。港台表示，在《頭條新聞》播出前8分鐘突然收到無綫電話，指稱「新聞部」有突發新聞，要求港台節目讓路。無綫6時24分向港台發出電郵，要求港台同意轉換節目時段。不過最後未有播出突發新聞，只播放習近平訪港片段和風水節目。《頭條新聞》延至深夜12時半於J5頻道播出，港台電視31为该期《頭條新聞》的首播频道。
香港電台機構傳訊總監伍曼儀指，沒有簽署接受節目調動的文件，並向無綫電視投訴和要求解釋對事件感到「awfully displeased」（非常不滿）。通訊局在2017年7月4日已收到133宗相關投訴。
無綫在2017年7月5日下午以逾700字回覆港台，表明習近平首次以中共領導人身分訪港是重大新聞，指出「由於講話全文不足15分鐘，只好以一些備用節目（《順峰順水》）去填補剩餘時段」。又點名伍曼儀罔顧事實，「如伍女士認為國家主席對香港各界人士講話全文不是新聞、或不及《頭條新聞》重要，乃罔顧事實，亦不是專業新聞或廣播人應有的說話」。最後指出，播放港台節目是「歷史遺留」，至今已不合時宜，應盡快終止這安排。
伍曼儀承認及尊重習近平訪港是重大新聞，但指無綫播出的是預錄片段，而非突發新聞。

### 驚訊環節
在2020年2月14日播放的《頭條新聞》「驚方訊息」環節中，由王喜飾演「忠勇毅」，以幽默諷刺形式表達「驚方」招募的筍工，在COVID-19抗疫工作的表現和裝備。2月16日，廣播處長梁家榮收到警務處長鄧炳強（郭嘉銓代行）的投訴信，指「驚方訊息」環節以嘲諷形式抹黑警隊於抗疫期間的工作，表示極度遺憾。同日，《頭條新聞》播送第三集，於「驚方信息」環節描述12宗發生於2019年6月中至2020年1月底，被列為「無可疑」的死亡案件。3月3日，警務處長鄧炳強再次去信廣播處長，批評節目中的「驚方信息」環節令觀眾對警隊產生錯誤看法，誤解警隊。
5月19日，通訊局向港台發警告信，指出收到超過3300宗投訴，其中王喜「驚訊」的幾乎每一句對白都有投訴。通訊局認定有關真實資料的準確性、誣衊和侮辱警方，以及在個人意見節目《頭條新聞》中表達多方面意見所提出的投訴成立，敦促港台嚴格遵守《電視節目守則》中的相關條文。港台向警方致歉，並將涉及「驚訊」的集數下架。
其後，《頭條新聞》的主持吳志森、曾志豪和王喜都分別在自己的YouTube頻道回應事件。吳志森認為當季餘下的5集繼續播放都只是「似一個垂死病人」、「苟延殘喘」，政府將繼續對教育和傳媒進行干預，勸勉其他記者不要「隔岸觀火」；曾志豪則透露節目早預料會受到的攻擊越來越嚴重，在節目創作時已有所顧忌，認為若要完全跟從通訊局的要求，「節目等等同不用做」；王喜則以「忠勇毅離職演說」為題，指出唯一能夠侮辱警隊的是警察。
2021年1月28日，通訊事務管理局就驚訊環節發出強烈勸諭，認為一般觀眾能夠明顯察覺到這是惡意的描繪，暗示警務人員均被視為廢物，遭人厭惡唾棄，裁定違反《電視節目守則》規定。港台表示會接受。
2024年9月4日，香港高等法院上訴法庭裁定港台工會、記協一方就「驚方訊息」提出的上訴勝訴，下令通訊局撤銷警告。

## 同名電台節目
香港電台第一台在1990年代初，於逢星期二至五在晚上十時至十一時時段（賽馬夜除外，星期一則播放一個名為《政治騷小小》的節目，專門講述如政黨內訌、政客動態等政壇八卦和邀請政黨領袖演唱及參演廣播劇等，區麗雅主持），曾有一個同樣稱為《頭條新聞》的烽煙節目，但與電視版的形式並無關聯，主持先後有港台公共事務組組長陳耀華、資深記者吳明林、《亞洲基督教時代論壇報》總編輯李錦洪、學者洪清田等，並固定在節目開始前播放由鍾偉明播讀粵語引言的越南語對港府越南難民甄別政策之廣播（北漏洞拉）。此節目大約在香港主權移交前中止。類似的烽煙節目有《千禧年代》及《自由風自由Phone》。

## 收視
注：以翡翠台收視為主，2018年1月1日起為跨平台收視
| 日期           | 平均  | 備註                     |
| 2008年3月2日   | 17點  |                          |
| 2012年6月17日  | 15點  |                          |
| 2012年6月23日  | 13點  |                          |
| 2013年5月11日  | 14點  |                          |
| 2013年5月17日  | 12點  |                          |
| 2015年4月24日  | 13點  | [ 30 ]                   |
| 2015年5月1日   | 13點  | [ 30 ]                   |
| 2017年6月16日  | 3.7點 | [ 31 ]                   |
| 2017年6月23日  | 3.6點 | 港台電視31、31A收視0.9點 |
| 2017年11月10日 | 4.4點 | [ 32 ]                   |
| 2019年7月26日  | 4.9點 |                          |
| 2019年8月2日   | 5.2點 |                          |
| 2019年8月9日   | 5.1點 |                          |
| 2019年9月20日  | 5.2點 | [ 33 ]                   |
| 2019年9月27日  | 5.2點 | [ 34 ]                   |
| 2019年10月4日  | 5.0點 | [ 35 ]                   |
| 2019年10月11日 | 5.6點 | [ 36 ]                   |
| 2019年10月18日 | 5.7點 | [ 37 ]                   |
| 2019年10月25日 | 6.6點 | [ 38 ]                   |
| 2019年11月1日  | 5.8點 | [ 39 ]                   |
| 2019年11月8日  | 4.9點 | [ 40 ]                   |
| 2019年11月15日 | 6.2點 | [ 41 ]                   |
| 2019年11月22日 | 5.2點 | [ 42 ]                   |
| 2019年11月29日 | 5.6點 | [ 43 ]                   |
| 2019年12月6日  | 6.2點 | [ 44 ]                   |
| 2019年12月13日 | 4.7點 | [ 45 ]                   |
| 2019年12月20日 | 4.8點 | [ 46 ]                   |
| 2019年12月27日 | 點    |                          |
| 2020年1月3日   | 點    |                          |

## 外部連結
- 官方网站
- 節目重溫（页面存档备份，存于）
- 頭條新聞的Facebook專頁